# Elián Caicedo
Elián Joshué Caicedo López (Esmeraldas, 3 giugno 2005) è un calciatore ecuadoriano, attaccante del Mushuc Runa.

## Carriera

### Club
Cresciuto nel settore giovanile del Mushuc Runa, ha debuttato in prima squadra il 12 agosto 2024 nell'incontro di Serie A vinto 3-0 contro l'Emelec; ha segnato il suo primo gol l'8 novembre contro il Delfín.

### Nazionale
Nel 2025 ha partecipato con la nazionale ecuadoriana Under-20 al campionato sudamericano di categoria.

## Statistiche

### Presenze e reti nei club
Statistiche aggiornate al 27 giugno 2025.
| Stagione        | Squadra         | Campionato      | Campionato | Campionato | Coppe nazionali | Coppe nazionali | Coppe nazionali | Coppe continentali | Coppe continentali | Coppe continentali | Altre coppe | Altre coppe | Altre coppe | Totale | Totale | Totale |
| Stagione        | Squadra         | Comp            | Pres       | Reti       | Comp            | Pres            | Reti            | Comp               | Pres               | Reti               | Comp        | Pres        | Reti        | Pres   | Reti   |        |
| --------------- | --------------- | --------------- | ---------- | ---------- | --------------- | --------------- | --------------- | ------------------ | ------------------ | ------------------ | ----------- | ----------- | ----------- | ------ | ------ | ------ |
| 2024            | Mushuc Runa     | A               | 11         | 1          | -               | 3               | 0               | -                  | -                  | -                  | -           | -           | -           | 14     | 1      |        |
| 2025            | Mushuc Runa     | A               | 14         | 3          | -               | -               | -               | CS                 | 6                  | 2                  | -           | -           | -           | 20     | 5      |        |
| Totale carriera | Totale carriera | Totale carriera | 25         | 4          |                 | 3               | 0               |                    | 6                  | 2                  |             | -           | -           | 34     | 6      |        |